# Beépített tudat
A Beépített tudat (eredeti cím: Criminal) 2016-ban bemutatott amerikai akcióthriller, melyet Douglas Cook és David Weisberg forgatókönyvéből Ariel Vromen rendezett. A főszereplők Kevin Costner, Gary Oldman, Gal Gadot, Ryan Reynolds és Tommy Lee Jones.
A film forgatása 2014. szeptember 4-én kezdődött Londonban. Az Amerikai Egyesült Államokban 2016. április 15-én mutatták be, Magyarországon egy héttel később szinkronizálva, április 21-én az ADS Service forgalmazásában.

## Rövid történet
Egy halott CIA-ügynök emlékeit, titkait és képességeit beültetik egy halálraítélt fegyencbe, abban a reményben, hogy ő majd befejezi az ügynök küldetését.

## Cselekmény
A CIA egyik ügynöke, akinek létfontosságú információk jutottak a birtokába, halálosan megsebesül, de még az agyhalál előtt sikerül átmenteni a tudatát egy megrögzött bűnözőbe, aki nem érez érzelmeket. Az így megszerezhető információk révén akarnak megtalálni egy hackert, akinek sikerült betörnie az amerikai védelmi rendszerbe és kedve szerint képes lenne nukleáris töltetek indítására, ám ezt a tudását jó pénzért bárkinek hajlandó átadni. Egy elszánt terrorista elhatározza, hogy meg is szerzi, ezért fontos, hogy ez mihamarabb az amerikai szerveknek sikerüljön, de ehhez meg kell nyerniük az új tudattal felvértezett embert, hogy segítsen nekik.

## Szereplők
| Színész         | Szerep                             | Magyar hang       |
| --------------- | ---------------------------------- | ----------------- |
| Kevin Costner   | Jerico Stewart, bűnöző             | Gáti Oszkár       |
| Ryan Reynolds   | Bill Pope, a CIA ügynöke           | Nagy Ervin        |
| Gal Gadot       | Jillian "Jill" Pope, Bill felesége | Nemes Takách Kata |
| Gary Oldman     | Quaker Wells, Pope felettese       | Széles Tamás      |
| Tommy Lee Jones | Dr. Micah Franks                   | Reviczky Gábor    |
| Alice Eve       | Marta Lynch                        | Farkasházi Réka   |
| Scott Adkins    | Pete Greensleeves                  | Horváth Gergely   |
| Jordi Mollà     | Xavier Heimbahl                    | Rába Roland       |
| Amaury Nolasco  | Esteban Ruiza                      | Holl Nándor       |
| Colin Salmon    | börtönigazgató                     | Törköly Levente   |